# Alias Jimmy Valentine (1928)
Alias Jimmy Valentine is een Amerikaanse misdaadfilm uit 1928 onder regie van Jack Conway. In Nederland werd de film destijds uitgebracht onder de titel De inbreker.

## Verhaal
De inbreker Jimmy Valentine beraamt samen met enkele andere boeven een bankroof. Dan wordt hij verliefd op Rose en hij besluit zijn leven te beteren. Onder de schuilnaam Randall trekt hij zich terug in de thuisstad van Rose. Zijn oude kompanen willen hem weer van het rechte pad doen afdwalen. Bovendien zit rerchercheur Doyle hem op de hielen.

## Rolverdeling
| Acteur            | Personage       |
| ----------------- | --------------- |
| William Haines    | Jimmy Valentine |
| Lionel Barrymore  | Doyle           |
| Leila Hyams       | Rose            |
| Karl Dane         | Swede           |
| Tully Marshall    | Avery           |
| Howard C. Hickman | mijnheer Lane   |
| Billy Butts       | Bobby           |
| Evelyn Mills      | kleine zus      |